# 控件

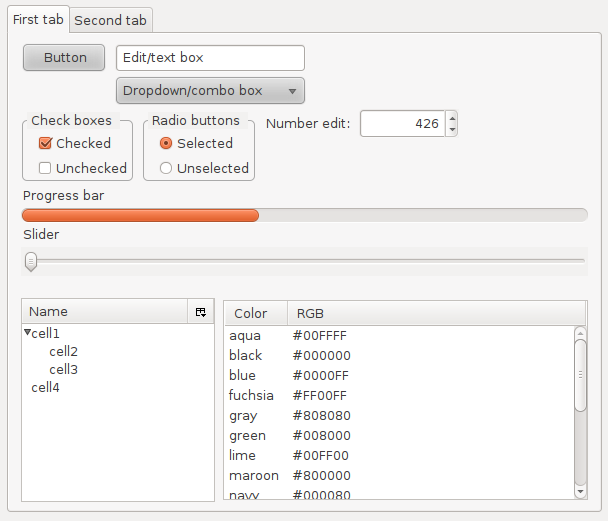
各种控件

在计算机编程当中，控件（或部件，widget或control）是一种图形用户界面元素，其显示的信息排列可由用户改变，例如视窗或文本框。控件定义的特点是为给定数据的直接操作（direct manipulation）提供单独的互动点。控件是一种基本的可视构件块，包含在应用程序中，控制着该程序处理的所有数据以及关于这些数据的交互操作。
在PARC研究中心对施乐的Alto电脑（Xerox Alto）用户界面的研究基础上，如今已逐渐产生一组包含常规信息的可重用控件。常规控件的不同组合通常打包在部件工具箱中，程序员可以构建图形用户界面（GUIs）。大多操作系统包括一套用于程序设计的控件，程序员只需将它们加入应用程序，指定它们的行为。控件通常定义为面向对象程序设计（OOP）的类。因此许多控件产生于类继承。
有时控件被视为「虚擬」的，以区别于它们对应的实体，例如「虚擬按钮」可以用鼠标光标点击，而实物按钮则只能用手指按压。桌面控件（desktop widget）是与之相关（但不同）的概念，它是一种专用GUI小应用程序，提供可视信息和/或常用功能的快捷入口，比如钟表、日历、新闻聚合器、计算器和桌面提醒。这种控件由控件引擎（widget engine）驱动。

## 常用控件列表
- 选择及分组显示
  -  按钮（Button）
    - 复选框（Checkbox）
    - 选择钮（Radio button，也叫「单选钮」）

  - 滑动条（Slider）
  - 列表框（List box）
  - 微调器（Spinner）
  - 下拉式选单（Drop-down list，也叫「下拉列表」）
  - 选单（Menu，也叫菜单）
    - 环境菜单（Context menu，也叫「弹出式选单」或「右键菜单」）
    - 环形菜单（Pie menu）

  - 菜单栏（Menu bar）
  - 工具栏（Toolbar）
  - 功能区（Ribbon，如Microsoft Office 2007中的带状功能区）
  - 组合框（Combo box，带有选单或下拉式选单的文本框）
  - 图标（Icon）
  - 树状图（Tree view）
  - 网格视图（Grid view）

- 导航
  - 选项卡（Tab，也叫「页签」或「頁面標籤」）
  - 滚动条（Scrollbar）

- 文本输入
  - 文本框（Text box，编辑区域）
  - 组合框（Combo box，带有选单或下拉式选单的文本框）

- 输出
  - 标签（Label ）
  - 工具提示（Tooltip）
  - 气球帮助（Balloon help）
  - 状态栏（Status bar）
  - 进度条（Progress bar）
  - 信息栏（Infobar）

- 容器
  - 视窗（Window，也叫「窗口」）
    - 模式窗口（Modal window）
    - 对话框（Dialog box）
    - 面板窗口（Palette window，也叫「工具窗口」）
      - 检视窗（Inspector window）